# Heide-Kaserne

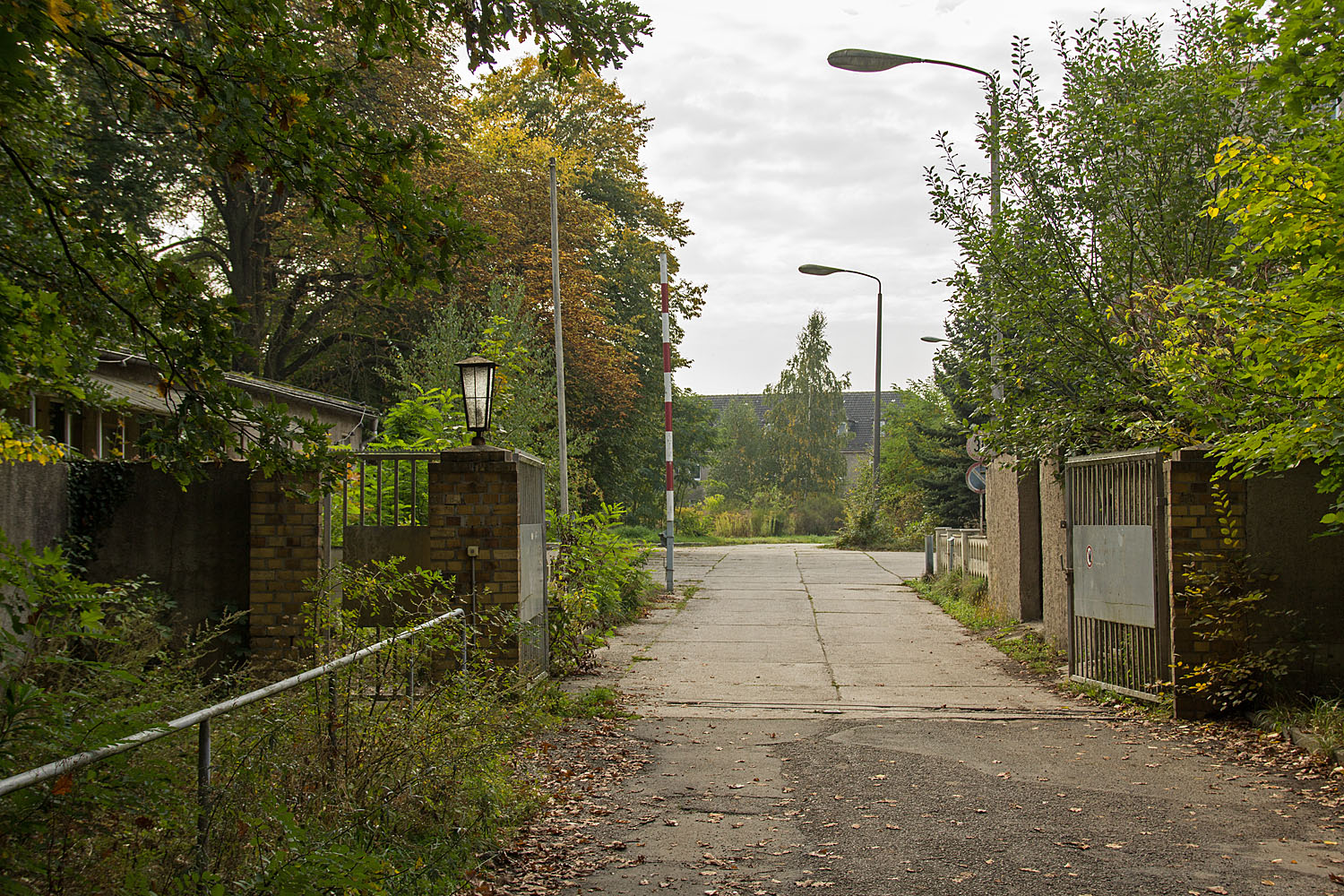
Eingangstor der Heide-Kaserne (2017)

Die Heide-Kaserne ist eine in den Jahren von 1956 bis 1997 von der NVA und der Bundeswehr genutzte Kaserne in Bad Düben, Ortsteil Alaunwerk.

## Lage
Die ehemalige Kaserne befindet sich in der Dübener Heide, im Westen des von Wald umgebenen Ortsteils Alaunwerk der Stadt Bad Düben, unmittelbar an der Landesgrenze zu Sachsen-Anhalt. Das Areal ist ca. 650 Meter lang und 420 Meter breit und umfasst eine Fläche von ca. 225.000 m².

## Geschichte

### Militärische Nutzung (1956–1997)

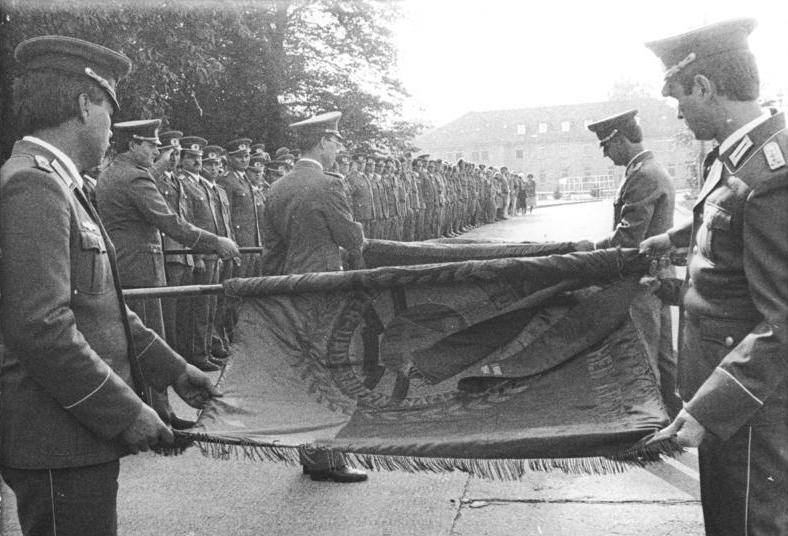
Einrollen der Fahnen in der Heide-Kaserne am 2. Oktober 1990

Die Kaserne wurde 1956 von der Nationalen Volksarmee (NVA) in Betrieb genommen und war in der DDR bis 2. Oktober 1990 Standort des Bataillons Chemische Abwehr 3 und des Detonometrie- und Aufklärungsbataillons 3.
Ab dem 3. Oktober 1990 wurde die Kaserne vom ABC-Abwehrbataillon 705 der Bundeswehr genutzt und 1997 aufgegeben.

### Zivile Nachnutzung (ab 1997)

#### Dreharbeiten Film „NVA“ (2004)
Vom 14. Juli 2004 bis 3. September 2004 fanden in der Heide-Kaserne Dreharbeiten für den Film NVA statt, eine Filmkomödie des Regisseurs Leander Haußmann aus dem Jahr 2005, die den Wehrdienst in der NVA in der Endphase der DDR karikiert. Die Heide-Kaserne dient im Film als Kulisse der fiktiven Fidel-Castro-Kaserne. Als Komparsen für die Rollen als Soldaten in der Armee übten 400 junge Männer im Alter zwischen 16 und 23 Jahren das Marschieren, das Ausführen militärischer Kommandos und das Leben in der Kaserne und bekamen pro Drehtag 50 Euro. Die Vorpremiere fand am 24. September 2005 in der Heide-Kaserne im Rahmen einer von der Delphi Filmverleih und der Boje Buck Filmproduktion organisierten Veranstaltung statt, die als Dank an alle Beteiligten, Komparsen, Firmen und Institutionen der Region gedacht war. Am 29. September 2005 kam der Film in die Kinos, rund 800.000 Besucher schauten sich den Film an. Der Film erhielt 2006 in der Kategorie Deutscher Film den Medienpreis DVD Champion und in der Kategorie Schnitt Kinospielfilm wurde 2006 der Deutsche Kamerapreis an Hansjörg Weißbrich verliehen.

#### Dreharbeiten Film „Der Turm“ (2011)
„Der Turm“ ist ein zweiteiliger deutscher Fernsehfilm nach dem gleichnamigen Roman von Uwe Tellkamp, in dessen Mittelpunkt die Geschichte der Familie Hoffmann im Milieu des Dresdner Bildungsbürgertums in den Jahren 1982 bis 1989 steht. Bekannte Schauspieler wie Jan Josef Liefers in der Hauptrolle, sowie Peter Sodann, Udo Schenk, Nadja Uhl und Stephanie Stumph wirken im Film mit, waren bei den Dreharbeiten in Bad Düben aber nicht anwesend. Die Dreharbeiten fanden von September bis Dezember 2011 an mehreren Orten in Deutschland statt. Für die 14-tägigen Dreharbeiten in Bad Düben wurden wieder Statisten gesucht. Die Dreharbeiten fanden in der Heide-Kaserne sowie am nahe liegenden Ufer der Mulde statt. Der Erstausstrahlung im Fernsehen fand am 3. und 4. Oktober 2012 im Ersten statt. Die in der Heide-Kaserne Bad Düben gedrehten Szenen sind vor allem am Anfang des 2. Teiles zu sehen. Der Film erhielt zahlreiche Preise, im Jahr 2012 den Bambi als „Publikumspreis“, im Jahr 2013 die Goldene Kamera für Claudia Michelsen als „beste deutsche Schauspielerin“, den Grimme-Preis in der Kategorie "Fiktion", den Jupiter-Filmpreis als „bester TV-Film“ und eine Auszeichnung vom Deutsche Akademie für Fernsehen e. V. in der Kategorie „bester Schnitt“ für Jens Klüber.

#### Theateraufführung „Die große Dürre“ (2015)
Im Sommer 2015 wurde der Open-Air-Western „Die große Dürre“ als Theaterstück vom LANDschafftTHEATER, ein regionales Theaterprojekt in Zusammenarbeit von professionelle Theater- und Filmschaffenden und Einwohnern aus der Region, auf dem Gelände der ehemaligen Heide-Kaserne aufgeführt. Über 100 Darsteller führten das Theaterstück mehrmals auf.

#### Planung eines Funsportparks
Derzeit werden die ehemaligen NVA-Hallen als Lagerstätten für Baustoffe und Bauelemente aus Glas und Metall genutzt und mittels Photovoltaik-Anlagen auf den Dächern 4,9 Megawatt Strom erzeugt. Zwischenzeitlich wurde eine Alaunwerk GbR gegründet, welche das Betreiben eines Funsportparks plant.
Im April 2016 wurde ein Konzept zum geplanten Funsport-Trainings- und Leistungszentrum vorgestellt. Der Park verfügt demnach über 33.000 m² großen Außenbereich, 16.000 m² Trainingshallen und 17.000 m² für Unterkünfte. Es soll ein Bundesleistungszentrum für Funsportarten wie BMX, Skateboard, Inliner, E-Crosser, Mountain Bike, Freestyle entstehen, geplant sind unter anderem ein Skatepark, eine Sprunganlage, eine Waschbrettpiste, eine Gebäudewand oder ein Hügel mit Treppen und Brücken. In den Indoor-Hallen sind Anlagen für Free MX, Skateboard, BMX, Slacklining, Parkour vorgesehen. Auch eine medizinische Abteilung/Arztpraxis, Werkstätten, Leistungsdiagnostik, Entwicklungslabore für neue Sportarten und -geräte, TV- und Videostudios sind geplant. Die Investitionskosten werden auf 20 Mio. Euro geschätzt. Erwartet werden rund 16.000 Besucher pro Jahr und ein Jahresumsatz von 10 Mio. Euro. Ganzjährig könnten 60 Arbeitsplätze, in der Hauptsaison sogar rund 100 Arbeitsplätze entstehen. Derzeit läuft noch die Planung und Investorensuche, vor 2017/2018, sei noch nicht mit weiteren Ergebnissen rechnen.
2018 wurden dann Deadlines auf Ende 2018/2019 gesetzt, um die Investorensuche abzuschließen. Sollte bis dahin keine Investoren gefunden werden, dann wird es auch nicht realisierbar sein.
2024 wurden die Pläne des Funsportparks, aufgrund der mangelnden Investoren, verworfen. Die Eigentümer des Geländes wollen die Türen für das Objekt auch für soziale, kulturelle und gemeinnützige Aktivitäten öffnen.